# Siemens Mireo
Mireo est le nom commercial d'une famille de trains modulaires produits par le constructeur ferroviaire allemand Siemens Mobility.

## Mireo Plus H
Mireo Plus H est un projet de train à hydrogène, conçu par l'entreprise allemande Siemens Mobility en partenariat avec la Deutsche Bahn . Annoncé en 2020, le train est présenté en 2022 et il est prévu qu'il entre en service en 2024 .

### Historique
Siemens Mobility et Deutsche Bahn, annoncent le 23 novembre 2020 qu'ils s'associent pour un projet de développement d'un train « avec des batteries en lithium et des piles à hydrogène ».
Michael Peter, PDG de Siemens Mobility présente le train Mireo Plus H, le 5 mai 2022, dans son usine de Krefeld. Le train a été dévoilé dans le cadre d'un de projet de H2Goesrail avec une entreprise conjointe avec Deutsche Bahn dont la Docteure Daniela Gerd Tom Markotten, membre du conseil d'administration, est la coordinatrice. Une remorque de stockage d'hydrogène mobile pour le ravitaillement mobile rapide a également été dévoilée.

### Caractéristiques
Un train hydrogène fonctionnant 200 000 kilomètres par an peut permettre des économies annuelles de plus de 500 tonnes de CO2 . Le partenariat à l'initiative de ce projet développe un système utilisant l'hydrogène comme carburant pour le secteur ferroviaire (production d'hydrogène vert, infrastructure de ravitaillement rapide, stock de fonds de roulement d'hydrogène etc.) . Selon les partenaires, le ravitaillement rapide sera la clé du succès pour les trains d'hydrogène, et la DB et Siemens travaillent à rendre le processus aussi rapide que celui d'un train diesel . L'hydrogène devrait être produit en utilisant l'électricité verte.[réf. nécessaire]
Le train hydrogène Mireo Plus H a été déployé dans une configuration à deux voitures et pour une distance d'environ 800 km. Une version à trois voitures peut atteindre une autonomie de 1 000 km . La vitesse de pointe du train est de 160 km/h .

### Projet
Le Mireo Plus H commencera les tests dans le Bade-Wurtemberg en 2023 . Il entrera  en service entre Tübingen, Horb et Pforzheim en 2024 sur au moins 120 000 kilomètres .
Le 5 mai 2022, Siemens Mobility a présenté à Krefeld, sa première Mireo Plus H, apte à 160 km/h, d'une puissance de 1700 kW, pour une autonomie de 800 km à 1000 km selon la configuration deux caisses ou trois caisses. Les essais débuteront en 2023 pour une mise en service commercial en 2024, entre Tübingen et Pforzheim.